# WvWare
wvWare ist eine quelloffene C-Programmbibliothek zur Konvertierung von Microsoft-Word-Dateien. Programme können auf diese Bibliothek zugreifen, um solche Dateien zu importieren und in andere Dateiformate zu exportieren. Beispielsweise verwenden AbiWord und KWord die Bibliothek wvWare zu diesem Zweck. wvWare unterliegt der GPL.
Die Bibliothek ist in der Lage, Dateien der Word-Versionen 2000, 97, 95 und 6 zu bearbeiten. Diese entsprechen den internen Word-Formatbezeichnungen Word 9, 8, 7 and 6. Frühere Formate werden mit Einschränkungen bearbeitet, Word-2-Dateien werden in unformatierten Text konvertiert. Das Projekt trug ursprünglich den Namen mswordview, was einem Microsoft-Produkt namens Microsoft Word Viewer zu ähnlich sah. Deshalb wurde das Projekt umbenannt.
wvWare steht auf vielen Betriebssystemplattformen zur Verfügung, beispielsweise Linux, BSD, macOS, Solaris, OS/2, AIX und OSF/1.